# Afrorheithrus admirabilis
Afrorheithrus admirabilis is een schietmot uit de familie Philorheithridae. De soort komt voor in het Afrotropisch gebied.